# Schau mich nicht so an
Pour plus de détails, voir Fiche technique et Distribution.
Schau mich nicht so an est un germano-mongol écrit et réalisé par Uisenma Borchu, sorti en 2015.

## Synopsis
Hedi est la nouvelle voisine d'Iva, qui élève seule sa fille Sophia. Les deux femmes commencent une relation et Iva est désespérément amoureuse. Soudain le père d'Iva apparaît ...

## Fiche technique
- Titre original : Schau mich nicht so an
- Titre international : Don't Look at Me That Way
- Réalisation : Uisenma Borchu
- Scénario : Uisenma Borchu
- Société de production : Dreifilm GbR
- Société de distribution :
- Pays d'origine :  Allemagne  Mongolie
- Langue originale : allemand
- Genre : drame
- Durée : 88 minutes (1 h 28)
- Dates de sortie :
  - Allemagne : 26 juin 2015 (Festival du film de Munich) ; 16 juin 2016 (sortie nationale)
  - Suède : 3 février 2016 (Festival international du film de Göteborg)
  - Japon : 6 mars 2016 (Festival du film asiatique d'Osaka (en))
  - Taïwan : 3 juillet 2016 (Festival du film de Taipei)
  - Hong Kong : 17 septembre 2016 (Festival du film lesbien et gay de Hong Kong)
  - Singapour : 26 novembre 2016 (Festival international du film de Singapour)

## Distribution
- Uisenma Borchu : Hedi
- Catrina Stemmer : Iva
- Josef Bierbichler : le grand-père
- Anne-Marie Weisz : Sofia
- Katja Brenner (de) : la professeur de danse
- Andreas Karl (de) : Typ
- Andreas Wilke : Ramirez
- Rasmus Max Wirth : Daniel